# 吴懋仪
吴懋仪（1904年—1973年），女，江西九江人，中国化学家，曾任私立金陵女子文理学院化学系系主任、教授，南京师范学院化学系系主任、教授。